# دمای معادل نویز
دمای معادل نویز (NET) (به انگلیسی: Noise-equivalent temperature) معیاری برای سنجش حساسیت آشکارساز تابش گرمایی در بخش‌های فروسرخ، تراهرتز یا ریزموج طیف الکترومغناطیسی است. مقدار دمای سیگنال همایندی است که برای مطابقت با نویز داخلی آشکارساز لازم است به‌طوری‌که نسبت سیگنال به نویز برابر با یک باشد. اغلب طیف اِن‌ایی‌تی به عنوان دما بر جذر پهنای‌باند گزارش می‌شود. آشکارسازهایی که توان را اندازه‌گیری می‌کنند اغلب به توان معادل نویز (NEP) علاقه‌مند هستند. اگر یک رابطه بین شدت و دما روی باندگذر به خوبی تعریف شود، مانند مورد یک جسم سیاه، اِن‌ایی‌تی به سادگی با اِن‌ایی‌پی مقیاس می‌شود.
اگر یک آشکارساز با نویز شات یا نویز جانسون محدود شود، اِن‌ایی‌تی را می‌توان با استفاده از افزایش زمان انتگرال‌گیری کاهش داد. اِن‌ایی‌تی آشکارسازهای محدود نویز فلیکر را نمی‌توان با افزایش زمان انتگرال‌گیری کاهش داد.
آشکارسازهای بولومتری معمولی خنک‌نشده دارای عددهای اِن‌ایی‌تی ۳۰–۲۰۰ میلی‌کِلوین هستند. آشکارسازهای فروسرخ شناسایی‌کننده فوتون خنک‌شده با استفاده از موادی مانند تلورید کادمیوم جیوه (LWIR یا MWIR) یا ایندیم آنتیمونید (MWIR) می‌تواند به عدد اِن‌ایی‌تی ۱۰ میلی‌کِلوین نزدیک شود. در ناحیه تابش ریزموج مقادیر اِن‌ایی‌تی معمولاً چند صد میلی‌کلوین تا چند کلوین است.
برای یک میانگین دمای سیگنال خاص، یک محدودیت اساسی برای اِن‌ایی‌تی وجود دارد که توسط نوسانات ترمودینامیکی طبیعی شار فوتون از منبع مورد پژوهش ارائه می‌شود.